# フィラリア症
フィラリア症（Filariasis）、糸状虫症 （しじょうちゅうしょう）とは、糸状虫上科（Filarioidea, フィラリア）の線形動物によって引き起こされる寄生虫病。クロバエや蚊などの吸血動物によって伝染される。
人間を宿主とするフィラリア寄生虫は8種類が知られ、その影響により3グループに分類される。
- リンパ系フィラリア症(Lymphatic filariasis)- Wuchereria bancrofti, Brugia malayi, Brugia timori を原因とする。これらの虫はリンパ系に寄生し、象皮病(Elephantiasis)を引き起こす。
- 皮下フィラリア症(Subcutaneous filariasis) - Loa loa , Mansonella streptocerca, Onchocerca volvulusを原因とする。ロア糸状虫はロア糸状虫症を引き起こし、オンコセルカは河川盲目症（オンコセルカ症）を引き起こす。
- 漿膜腔フィラリア症(Serous cavity filariasis) - Mansonella perstans , Mansonella ozzardiを原因とする。漿膜に寄生する。犬糸状虫は犬に感染するが、人間への感染はまれである。

## ヒトの症状
リンパ系フィラリア症成虫によって症状が引き起こされる。ミクロフィラリアは症状を引き起こさない。
急性感染症
- 発熱、わきの下や鼠径部のリンパ節の腫れ、腕や脚、鼠径部の痛み、脚に膿がたまる。
- 免疫力の低下から皮膚や皮下組織の細菌感染症。

慢性感染症
- リンパ浮腫、関節痛、血尿。
- 皮膚の細菌感染症と真菌感染症によって象皮病。

## 治療
治療には、場合によって外科手術と内科療法に分かれる。感染による副産物としての心不全などに対処するために血管拡張剤や血圧降下剤などを用いて深刻な病状になるのを防ぎつつ、ミクロフィラリアやフィラリアを駆除する。薬剤療法はジエチルカルバマジンの経口投与。
この際問題になるのは駆除方法で、場合によっては薬剤で駆除されたミクロフィラリアが血管を詰まらせるなどのショックや、死亡する危険性があり、積極的に使われる方法では無いといわれている。ミクロフィラリアは白血球にどんどん食べられるので、主に問題になるのは成虫のフィラリアである。
これに関しては薬剤駆除の他、外科手術で物理的に取り除く方法がとられる。特に心臓の三尖弁などに寄生された急性の場合は早急に取り除かなければ危険である。

## 沖縄県におけるフィラリアの撲滅
沖縄地方がフィラリアの浸淫地であることは、1936年の沖縄県下一斉調査により、県民の3分の1が保虫者であることからわかっていたが、防圧の予算が確保できずそのままになっていた。戦後初の調査は、1949年に沖縄県国頭郡宜野座村でおこなわれ、このときの保虫率は13%であった。1964年に米国立法院でフィラリア防圧事業案が成立、宮古島より防圧事業が始まった。宮古島住民の99%が検査に応じたところ、結果は19%が陽性であり、特効薬スパトニンの投与でミクロフィラリアは82%消滅した。2回目は1966年に、3回目は1967年に実施された。沖縄諸島の日本返還を挟んで、作戦開始から13年後の1978年には、沖縄県全体で保虫率が0となった。1988年11月、宮古保健所にフィラリア防圧記念碑が建てられた。スパトニン（英名 Supatonin）は、クエン酸ジエチルカルバマジン錠で商品名である。回虫に有効なサントニン（一般名）の名称の前に「スーパー」をつけた。
愛媛県西宇和郡伊方町(当時は三崎町) 集団検血とスパトニン投薬を行い、世界で初めて地域駆除に成功。上記の沖縄よりも無論先である。

## 動物への感染
フィラリア症は、牛、羊、犬などといった家畜にも影響を及ぼす。

### 牛
- 劇症出血性皮膚炎(Verminous hemorrhagic dermatitis)は、Parafilaria bovicolaによって引き起こされる牛の疾患である。
- 皮内オンコセルカ症(Intradermal onchocerciasis)は、Onchocerca dermata, O. ochengi, and O. dukeiによって引き起こされ、牛の皮膚に障害をもたらす。
- Stenofilaria assamensis は、牛やコブウシに対して、アジアで様々な病気を引き起こしている。

### 犬
- 犬糸状虫症（犬フィラリア症）は、犬糸状虫（Dirofilaria immitis）によって引き起こされる。ヒトでの症状は希である[3]

## さらに読む
- “Special issue”, Indian Journal of Urology 21 (1), (January?June 2005 エラー: 日付が正しく記入されていません。（説明）)
- “Filariasis”. Therapeutics in Dermatology (2012年6月). 2012年7月24日閲覧。